# Berga kyrka, Kronobergs län
Berga kyrka ligger i Lagan, ett samhälle utanför Ljungby, och hör till Berga församling.

## Kyrkobyggnaden
Den ursprungliga kyrkan byggdes troligen i mitten av 1100-talet och var en stenkyrka i romansk stil.
Bygget av en ny kyrka påbörjades 1819 då den gamla raserades. Material togs från den gamla kyrkan. Ritningarna var utförda av Jacob Wilhelm Gerss och ansvarig byggmästare var Peter Österlöf. 1821 var kyrkan så pass färdig att den kunde tas i bruk, även om den saknade inredning. Först på pingstdagen 22 maj 1825 invigdes kyrkan av Esaias Tegnér, då nytillträdd biskop i Växjö stift.
Kyrkan som är uppförd i  nyklassicistisk stil består av ett rektangulärt långhus  med en absidformad altarnisch och en bakomliggande  sakristia i öster. Tornet i väster försågs ursprungligen med en tidstypisk  lanternin,som ersattes på 1890-talet av den nuvarande nygotiska tornspiran . 1853 förstorades fönstren till sin nuvarande storlek. Denna åtgärd bidrog till att murarna försvagades. 1923 uppfördes därför strävpelare  till stöd för murverket.  
Kyrkorummet med sitt innertak av trätunnvalv är av salkyrkotyp.Det som främst präglar interiören är altarnischen som 1927 fick dekormålning utförd av Ernst Söderberg.

## Inventarier
- Triumfkrucifix daterad till  1200-talet. Är numera altarprydnad.
- Fristående  altare.
- Halvrund altarring med öppning i mitten.
- Predikstolen är byggd 1836 och var ursprungligen  altarpredikstol. I korgen ingår delar från 1707 års predikstol utförda av  Torbern Röding.
- Dopfunten av sten är från 1100-talet. Den är kyrkans äldsta och mäktigaste inventarium med romansk ornamentik och fantastiska djurbilder under åtta rundbågar.
- Madonnan med Kristus i knäet och den  helige S:t Sigfrid   (Smålands aposteln) från 1200-talet.
- Glaskronan över dopfunten är från 1760.
- Offerkista i ek från 1600-talet.
- Golvuret i koret är från 1772.
- Bänkinredningen ombyggd 1972.
- Orgelläktare med utsvängt mittstycke.
- Storklockan göts 1587 men är sedan omgjuten flera gånger. Lillklockan är från 1952 med inskription av Folke Fridell, (författare från Lagan).

## Orglar
- 1864 byggdes en orgel  till kyrkan av Carl Elfström, Ljungby. Den hade 18 stämmor. Ludvig Hawerman svarade för ritningen till orgelfasaden.
- 1951 ersattes Elfströms orgel av ett nytt verk byggt av Mårtenssons orgelfabrik. Orgeln är elektrisk och har fria och fasta kombinationer. Automatisk pedalväxling och registersvällare finns till den. Fasaden är från 1864 års orgel. År 1974 genomgick orgeln en renovering utförd av J. Künkels Orgelverkstad.

| Huvudverk I     | Svällverk II      | Pedal           | Koppel   |
| Kvintadena 16´  | Rörflöjt 8´       | Subbas 16´      | I/P      |
| Principal 8´    | Salicional 8´     | Principal 8´    | II/P     |
| Gedackt 8´      | Principal 4´      | Borduna 8´      | II/I     |
| Oktava 4´       | Blockflöjt 4'     | Oktava 4´       | II 16'/I |
| Tvärflöjt 4'    | Nasat 2 2/3'      | Kvintadena 2´   | II 4'/I  |
| Oktava 2'       | Waldflöjt 2'      | Mixtur 3-4 chor | II 4'/P  |
| Mixtur 4-6 chor | Ters 1 3/5'       | Trumpet 16'     |          |
| Trumpet 8'      | Scharf 4 chor     |                 |          |
|                 | Krumhorn 8'       |                 |          |
|                 | Tremolo           |                 |          |
|                 | Crescendosvällare |                 |          |

### Kororgel
- 1963 byggde Bernhard Svensson, Oskarshamn en orgel med sex stämmor.
- År 1986 tillkom en mekanisk kororgel tillverkad 1986 av Västbo Orgelbyggeri, Långaryd.

| Huvudverk I       | Svällverk II      | Pedal         | Koppel |
| Rörflöjt 8´       | Gedackt 8´        | Subbas 16´    | I/P    |
| Fugara 8´         | Rörflöjt 4´       | Gedacktbas 8´ | II/P   |
| Principal 4´      | Nasard 2 2/3´     |               | II/I   |
| Oktava 2´         | Waldflöjt 2'      |               |        |
| Spetskvint 1 1/3' | Ters 1 3/5'       |               |        |
| Mixtur 2 chor     | Oktava 1'         |               |        |
|                   | Tremulant         |               |        |
|                   | Crescendosvällare |               |        |